# Prolandreva aenigmatosa
Prolandreva aenigmatosa är en insektsart som beskrevs av Andrej Vasiljevitj Gorochov 2005. Prolandreva aenigmatosa ingår i släktet Prolandreva och familjen syrsor. Inga underarter finns listade i Catalogue of Life.